# Betchadupa
I Betchadupa sono un gruppo pop rock neozelandese.

## Storia
Il gruppo è nato nel 1999 ad Auckland, ed è composto da Liam Finn, figlio di Neil Finn dei Crowded House e degli Split Enz, e Matt Eccles, figlio di Brent Eccles, membro in passato dei Citizen Band.
I Betchadupa (inizialmente chiamati Lazy Boy - il nome fu cambiato in seguito a minacce legali ricevute da un'azienda omonima) nascono dall'incontro dei due membri mentre le rispettive famiglie erano in vacanza in Nuova Zelanda. La loro prima canone, scritta quando entrambi i ragazzi avevano 11 anni, si intitolava 'Gee This Sounds Good, I Can't Believe We Wrote It' (in italiano: diamine, suona bene, non riesco a credere che l'abbiamo scritta noi).
Il nome del gruppo si ispira al testo di una t-shirt polacca-americana che recitava "Betchadupa I'm Polish". Betcha sta per bet you, in inglese "puoi scommetterci", mentre dupa è una parola che in lingua polacca significa "sedere". Il significato, quindi, della t-shirt è, più o meno: "puoi scommetterci il sedere, sono polacco!".
Il gruppo, attualmente, ha il suo quartier generale a Londra, dopo aver trascorso gran parte del 2004 a Melbourne, in Australia.
I Betchadupa hanno suonato con gruppi come i Queens of the Stone Age, i Foo Fighters, i Jane's Addiction e hanno terminato l'anno 2001 suonando insieme a Eddie Vedder dei Pearl Jam al concerto "Neil Finn and Friends" tenutosi ad Auckland.
La loro canzone Aiming for your head è la colonna sonora del telefilm australiano Blue Water High.

## Formazione
- Liam Finn - voce e chitarra
- Chris Garland - chitarra
- Joe Bramley - basso
- Matt Eccles - batterista

## Discografia
Album in studio
- 2002 - The Alphabetchadupa
- 2004 - Aiming for Your Head

EP
- 2000 - The Betchadupa EP
- 2001 - The 3D EP

## Riconoscimenti
Nel 2001 sono stati nominati Top New Act (migliore rivelazione) ai New Zealand Music Awards e nel 2002 il loro album, The Alphabetchadupa, ha ricevuto premi ai premi B-Net e New Zealand Music Awards.